# Johannes Degen (Theologe)
Johannes Degen (* 18. Oktober 1941 in Hamburg; † 7. August 2022) war ein deutscher evangelischer Theologe, Hochschullehrer und Leiter diakonischer Einrichtungen.

## Leben

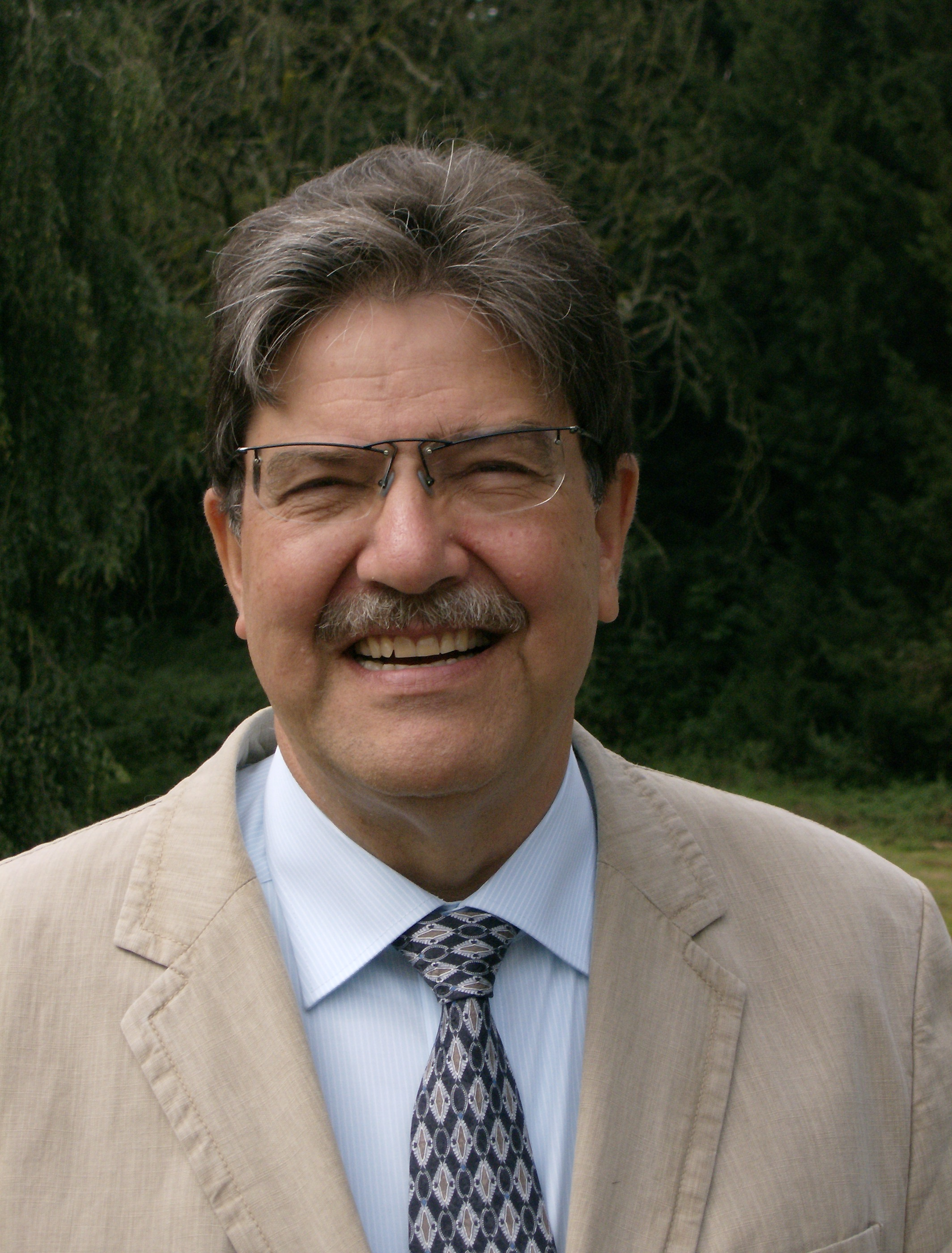
Prof. Dr. Johannes Degen 2007 Hephata, Mönchengladbach

Johannes Degen wurde als ältestes von fünf Kindern eines evangelischen Pfarrers am 18. Oktober 1941 in Hamburg geboren. Nach dem Abitur 1963 am Neusprachlich-mathematischen Gymnasium Hohenzollernring Hamburg-Altona studierte er evangelische Theologie und Germanistik in Kiel, Hamburg und Heidelberg (1969 1. Theologisches Examen an der Universität Hamburg, 1973 Doktor der Theologie an der Ruhr-Universität Bochum, 1973 2. Theologisches Examen bei der Evangelischen Kirche von Westfalen, 1993 Habilitation im Fach Praktische Theologie an der Ruhr-Universität Bochum). Parallel zur Ausbildung und Tätigkeit als Vikar und Pfarrer widmete er sich der Geschichte, Gegenwart und Zukunft der evangelischen Diakonie. Seine Dissertation „Die protestantische Diakonie in der BRD von 1945–1971. Entwicklung und Strukturprobleme“, mit der er 1973 promoviert wurde, wurde wegen ihrer fundamentalen Kritik an überkommenen Praktiken von amtierenden Diakonie-Funktionären als Provokation empfunden. Umso überraschender war seine Berufung 1978 in das traditionsreiche Diakoniewerk Kaiserswerth in Düsseldorf. 15 Jahre lang wirkte er in Kaiserswerth beratend, lenkend und schließlich von 1986 bis 1993 als Vorsteher.
Seine Überlegungen und konkreten Vorschläge für eine moderne, zeitgemäße Diakonie, die er für Kaiserswerth erarbeitete und in der Praxis umzusetzen versuchte, flossen in sein wissenschaftliches Wirken ein. Mit der Arbeit „Diakonie als soziale Dienstleistung. Zielplanung und Zielrealisierung in Unternehmungen der Diakonie als Beispiel für die Verantwortung der kirchlichen Diakonie im entwickelten Sozialstaat“ wurde er 1993 an der Ruhr-Universität Bochum habilitiert. Parallel zu seiner Leitungstätigkeit war er von 1969 bis 1972 Mitarbeiter des Lehrkörpers der Ruhr-Universität, von 1973 bis 1993 Lehrbeauftragter an der Universität Bochum und der Evangelischen Fachhochschule im Rheinland, 1993 bis 1996 Privatdozent an der Humboldt-Universität Berlin, von 1996 bis 2004 an der Ruhr-Universität Bochum und schließlich von 2005 außerplanmäßiger Professor an der Kirchlichen Hochschule Bethel/Bielefeld mit Schwerpunkt Diakoniewissenschaft, später am Institut für Diakoniewissenschaft und DiakonieManagement (IDM) der Kirchlichen Hochschule Wuppertal/Bethel.
1993 folgte Johannes Degen einem Ruf nach Berlin, um von dort aus als Direktor der Diakonischen Akademie Berlin/Stuttgart die beiden zuvor getrennten deutschen diakonischen Werke zusammenzuführen. An dieser Aufgabe – der Vermittlung zwischen ostdeutscher sozialistischer Tradition und schwäbischer Behäbigkeit – scheiterte er und verließ das Unternehmen 1996 wieder.
Kurz darauf wurde er 1996 nach Mönchengladbach berufen, um die Leitung der Evangelischen Stiftung Hephata zu übernehmen. Elf Jahre lang, bis 2007, setzte er erfolgreich seine Vision von der Auflösung großer Anstalten um, unter dem Motto „Die Zeit der Anstalt ist vorbei“: er löste die Anstalt auf und sorgte dafür, dass die betreuten Menschen im gesamten Rheinland in kleinen Wohngruppen, mit Anbindung an Ortsgemeinden und in die Nachbarschaft integriert, leben konnten.
Nach seinem Eintritt in den Ruhestand 2007 zog Johannes Degen 2010 mit seiner Frau Gisela Kämper-Degen nach Überlingen am Bodensee, wo er weiterhin publizistisch tätig blieb und seine lebenslange Freizeitbeschäftigung, das Zeichnen und Malen, fortsetzte. Anlässlich seines achtzigsten Geburtstags am 18. Oktober 2021 kam es zu einer Retrospektive seiner Gemälde mit achtzig Bildern aus acht Jahrzehnten.
Er schrieb malend Tagebuch, nahm Orte, Eigenheiten, Begebenheiten als äußeren Bezugspunkt, um im Bild eine neue Realität entstehen zu lassen. Er wollte nicht abbilden, sondern bilden, etwas anderes als die vorhandene Realität schaffen. Dabei waren früher Meer, später eher See und Berg in besonderer Weise Chiffren für sein existenzielles Erleben, das Weite, Aufstieg und Überblick, belebte Küsten und alte Städte der Inhalt. In seinen Bildern notierte er emotionale Panoramen, verschlüsselt in einer eigenen, beiläufig verwandten Zeichensprache. Er schuf Anlässe, im Bild herumzuwandern, die versteckten Anspielungen zu entdecken. Was ist Realität anderes als eine verwirrende Fülle von Anspielungen, Vorspiegelung des Paradieses hinter dem Horizont.
Beteiligung an Gruppenausstellungen: 1991 Gruppe Terpentin in St. Petersburg, 1992 Inter Art Moskau, 1992 Atelier Rafflenbeul-Schaub Düsseldorf-Kaiserswerth
Einzelausstellungen: 2007 Kunst im Glashaus Mönchengladbach, 2009 Bleckkirche Gelsenkirchen, 2011 Internationaler Bodensee-Club, Gunzoburg Überlingen, 2021 Galerie auf Zeit in Überlingen „Nicht stehen bleiben“ – 80 Arbeiten für 80 Jahre –
Johannes Degen starb am 7. August 2022.

## Schriften (Auswahl)
- Diakonie und Restauration. Kritik am sozialen Protestantismus in der BRD. Darmstadt 1975, ISBN 3-472-58018-6. (Druckfassung der Dissertation)
- Diakonie als soziale Dienstleistung. Gütersloh 1994, ISBN 3-579-00231-7. (Druckfassung der Habilitationsschrift)
- Freiheit und Profil. Wandlungen der Hilfekultur – Plädoyer für eine zukunftsfähige Diakonie. Gütersloh 2003, ISBN 3-579-05305-1.
- Diakonie, Religion und Soziales. Ansichten der kirchennahen Sozialwirtschaft. Berlin 2014, ISBN 978-3-643-12670-2.